# Luigi Sementa
Luigi Sementa (Salerno, 11 febbraio 1958) è un ex poliziotto e generale italiano, generale di brigata dell'Arma dei Carabinieri, decorato medaglia d'argento al Valor Militare, anche noto per aver concorso alla cattura del capo assoluto del clan dei casalesi Francesco Schiavone, detto "Sandokan" e capo della polizia municipale di Napoli.

## Biografia

### Carriera militare
Avviatosi giovanissimo alla vita delle armi, è stato allievo del corso 1973-1977 della Scuola militare Nunziatella di Napoli. Ammesso successivamente all'Accademia Militare di Modena, vi ha conseguito nel 1979 il grado di sottotenente, con il quale si è avviato alla frequenza della Scuola di Applicazione dell'Arma dei Carabinieri dal 1979 al 1981.
Promosso al grado di tenente, fu assegnato il 1º settembre 1981 all'8º Battaglione Carabinieri "Lazio" ove resse, in periodi diversi, i comandi della 1ª e della 2ª compagnia "antiterrorismo-antidirottamento-antisabotaggio" (rispettivamente preposte alla sicurezza degli Aeroporti di "Roma Ciampino" e "Roma Fiumicino") e della compagnia "blindo cingolata" . Passò quindi alla Compagnia Carabinieri di Roma-Montesacro il 6 febbraio successivo,con l'incarico di costituire il Nucleo Vigilanza Esterna Istituti di Prevenzione e Pena di Rebibbia, che comandò fino al 13 giugno dello stesso anno. In questo periodo, collaborò con la 1ª sezione del Reparto Operativo di Roma in funzione di sostegno informativo nell'ambito del processo a carico di alcuni appartenenti alle Brigate Rosse, imputati del sequestro e del successivo omicidio del presidente della Democrazia Cristiana Aldo Moro. A seguito del rinvenimento in un covo della colonna romana delle Brigate Rosse di sue foto e notizie dettagliate su spostamenti ed orari praticati, dal 14 giugno 1982 venne assegnato, per tutelarne l'incolumità quale Capo Ufficio O.A.I.O. all'11ª Brigata Meccanizzata.

Luigi Sementa riceve la Medaglia d'Argento al Valor Militare dal Presidente Sandro Pertini

Con l'escalation dei sequestri di persona ad opera delle 'ndrine calabresi, avendo dimostrato la capacità di pianificare e condurre reparti inquadrati nell'azione di contrasto, il 17 febbraio 1983 fu trasferito al comando del nucleo operativo e radiomobile della Compagnia Carabinieri di Reggio Calabria, dove rimase fino al 20 settembre 1984. In questo periodo si distinse per coraggio e determinazione nella lotta alla malavita locale, tanto da essere additato dai capi clan delle cosche locali con l'appellativo "il tenente d'azione" o "il tenente dei Reali". Solo alcuni mesi dopo il trasferimento, mentre era fuori servizio nella frazione marina di Catona, si trovò casualmente ad assistere ad un omicidio. Prontamente intervenuto nonostante fosse in inferiorità numerica, ingaggiò conflitto a fuoco (il secondo dei tre sostenuti durante la sua carriera) con i due killer, ferendoli ed arrestandoli. Entrambi decedevano nei giorni a seguire per le gravi ferite riportate nel corso della sparatoria. Per il valore dimostrato, ricevette dalle mani del Presidente della repubblica Sandro Pertini la Medaglia d'argento al valor militare, nel corso di una cerimonia avvenuta a Piazza di Siena a Roma il 5 giugno 1984.
Promosso capitano, il 21 settembre 1984 fu trasferito presso il Reparto Operativo del Gruppo Carabinieri Napoli I, Nucleo Operativo, dove assunse il comando della 2ª sezione fino al 13 settembre 1988. In questo periodo si occupò di numerosi fatti di cronaca, tra cui su tutti l'omicidio del giornalista Giancarlo Siani. Nuovamente trasferito a Molfetta, comandò la locale Compagnia Carabinieri fino al 14 marzo 1990.
Al termine dell'esperienza pugliese, fu trasferito a Napoli il 15 marzo 1990, dove istituì l'Ufficio dell'Alto Commissario per il Coordinamento della lotta contro la delinquenza mafiosa, rimanendovi quale funzionario fino al 29 luglio 1992. Risultato vincitore di concorso, terzo su 80 parigrado partecipanti, fu nominato il 30 luglio 1992 Capo Sezione del settore Investigazioni Giudiziarie del Centro Operativo di Napoli della Direzione Investigativa Antimafia, e vi rimase fino al 10 settembre 2000, assumendo successivamente la responsabilità dell'intero settore, e conseguendo nel frattempo l'avanzamento prima al grado di maggiore e quindi a quello di tenente colonnello. In questo periodo conseguì risultati investigativi di rilievo, partecipando tra l'altro alla cattura, nel 1998, del boss della Camorra Francesco Schiavone, detto "Sandokan", leader assoluto del clan dei Casalesi.
Dal settembre 2000 al settembre 2002 resse con il grado di tenente colonnello il Comando Provinciale dei Carabinieri di Benevento. Successivamente e fino al settembre 2006 comandò il Reparto Operativo del Comando Provinciale di Napoli, con sede nella storica caserma "Pastrengo", avendo alle proprie dipendenze il nucleo operativo, il nucleo radiomobile, il nucleo informativo e la centrale operativa. Tale incarico fu assolto fino alla promozione al grado superiore di colonnello. Dal settembre 2006 e fino al 31 agosto del 2008,ebbe l'incarico di Comandante della Scuola Allievi Carabinieri di Benevento. 
Si fregia del brevetto di paracadutista e di quello di comandante di unità corazzate. Da Ufficiale Superiore coordinò l'attività di addestramento nei "combattimenti in ambienti ristretti" dei distaccamenti operativi degli incursori del 9º Reggimento d'assalto paracadutisti "Col Moschin" della Brigata Paracadutisti "Folgore".

### Carriera civile
Segnalato successivamente dal Comando Generale dell'Arma dei Carabinieri al sindaco pro-tempore di Napoli, Rosa Russo Iervolino, assunse il 1º settembre 2008 il comando della polizia municipale del capoluogo che, con un organico di circa 2300 unità, ha retto fino al 21 luglio 2012. 
In questo periodo, si è segnalato per una costante attività di contrasto all'illegalità, condotta spesso in primissima persona, e diretta soprattutto al contrasto del commercio ambulante abusivo e dei parcheggiatori senza titolo. Contro questi ultimi, in particolare, aveva costituito un reparto ad hoc, che fungesse da continuo operatore di disturbo dell'attività, attraverso la sanzione dei clienti. Si è inoltre impegnato in programmi di educazione stradale, diretti a contenere l'incidentalità in particolare dei giovanissimi, nel contrasto delle truffe, tra cui una sulle case famiglia, del valore di diverse decine di milioni di euro, della diffusione di alcool e droga tra i giovanissimi, delle attività illegali svolte nei campi rom.
Il 5 dicembre 2008 prende a schiaffi un giornalista che aveva convocato nel Comando della Polizia Municipale, mentre aveva il ruolo di Comandante.
Per questo episodio fu querelato e dovette risarcire il giornalista picchiato.
Cessato dall'incarico con la motivazione della necessità per il Comune di Napoli di non avere più consulenti esterni, e nonostante avesse offerto di svolgere il proprio compito gratuitamente; è stato richiamato dal presidente dell'VIII Municipalità di Napoli, Angelo Pisani, con l'incarico di esperto per la sicurezza a Scampia, incarico che svolge attualmente senza percepire alcun compenso. In questa veste, è impegnato a costruire una rete sociale sul territorio, con l'ausilio delle locali scuole e chiese, al fine di intercettare ed incanalare positivamente gli adolescenti, bacino privilegiato di reclutamento per le attività criminali.